# Верхній Армудан
Верхній Армудан (рос. Верхний Армудан) — село у Тимовському міському окрузі Сахалінської області Російської Федерації.
Населення становить 0 осіб (2013).

## Історія
Від 1963 року належить до Тимовського міського округу Сахалінської області.

## Населення
| 2002 | 2010 |
| ---- | ---- |
| 0    | →0   |